# At Ease
At Ease（アットイーズ）とは、1990年代初期にApple Computerにより開発された、Macintoshの代替デスクトップ環境である。新規のMacintoshユーザが指示を受けなくても使えるシンプルな環境を提供する。
At EaseはFinderデスクトップの手前に表示され、アプリケーションとドキュメントが大きなボタンとして表示される、シンプルなタブ・パネル指向のGUIを提供する。
セキュリティ機能はともかく、そのインタフェースや基本機能はPackard Bell Navigatorと非常に近似している。

## 機能
パネル
At Easeのメイン・デスクトップであり、タブで切り替え可能な2つのパネルが表示されている。一方はアプリケーションを表示し、もう一方は個人ドキュメントを表示する。パネルが一杯になると新しいページが作成され、表示を切り替えられる様になる。
マルチ・ユーザ
At Easeがリリースされた当時、System 7はマルチ・ユーザをサポートしていなかった。At EaseはMacintoshユーザに、コンピュータに個人のファイルを保存し、かつ同じコンピュータを使用する他のユーザからそれらのファイルを保護する、簡単で安全な方法を提供した。
共有
At Easeは他のユーザとファイルを共有する事を許した。
特権
メイン・ユーザ（アドミニストレータ、オーナー）はユーザがアクセス可能なプログラム及びドキュメントを設定可能。
安全
At Easeは各ユーザにパスワードの設定を可能にし、他のユーザのアカウントへのログオンを不可能に出来た。

## At Ease for Workgroups
At Easeソフトウェアがインストールされた任意のワークステーションから、At Ease for Workgroupsのサーバにログオンする事が可能。At Ease for Workgroupsは、オリジナルのAt Easeは無かったいくつかのネットワーク機能を導入した。
ワークグループ・バージョンはクライアント・コンフィギュレーション、ネットワーク・アクセス、クライアントのコンピュータの利用制限を行える。各ユーザ・アカウントが持つ、ベージュのアプリケーション“フォルダ”とブルーのドキュメント“フォルダ”に加え、ワークグループ・バージョンではより簡単なリムーバブル・メディアへのアクセスが可能である。ユーザのプロファイルに、CD-ROMに対してはピンクのフォルダ、FDに対してはグリーンのフォルダが表示される。これらの機能は、ユーザそれぞれに対し管理者がコントロール可能である。At Ease for Workgroupsには、ユーザ及びワークグループをネットワークへ追加する事が出来る管理プログラムも含まれる。
At Ease for Workgroups 5では、それまでのAt Easeパネルの代替として、制限付きFinderによる操作モードも提供された。これにより、AppleShare IPサーバに保存された、各ユーザのドキュメント・フォルダへの素早いアクセスが可能となった。制限付きFinderモードは後に、Mac OS 9のマルチ・ユーザ機能へと変化した。

## Mac OS 9におけるAt Ease
Mac OS 9においてマルチユーザーが標準でサポートされ、全ての機能がMac OSにもたらされた事で、他の環境を別途インストールして使う必要性は無くなった。
At Easeはディスコンになったが、そのインタフェースはMac OSの後のバージョンにも見られる。例としてMac OS 8とMac OS 9に含まれるプラチナテーマがあり、At Easeに良く似ている。

## 引用文献
1. 1 2   At Ease 5.0.2 Updater Document and Software, Apple, (July 2, 2001) 2008年5月28日閲覧。